# Wulie (köpinghuvudort i Kina, Jiangsu Sheng, lat 32,86, long 120,24)
Wulie är en köpinghuvudort i Kina. Den ligger i provinsen Jiangsu, i den östra delen av landet, omkring 160 kilometer nordost om provinshuvudstaden Nanjing. Antalet invånare är 69 866. Befolkningen består av 34 492 kvinnor och 35 374 män. Barn under 15 år utgör 11,0 %, vuxna 15-64 år 70 %, och äldre över 65 år 17,0 %.
Runt Wulie är det tätbefolkat, med 550 invånare per kvadratkilometer. Närmaste större samhälle är Dainan, 19,0 km sydväst om Wulie. Trakten runt Wulie består till största delen av jordbruksmark.
Genomsnittlig årsnederbörd är 1 148 millimeter. Den regnigaste månaden är juli, med i genomsnitt 241 mm nederbörd, och den torraste är januari, med 30 mm nederbörd.